# Thaumatogelis mediterraneus
Thaumatogelis mediterraneus är en stekelart som först beskrevs av Ceballos 1925.  Thaumatogelis mediterraneus ingår i släktet Thaumatogelis och familjen brokparasitsteklar. Inga underarter finns listade i Catalogue of Life.